# Jean Goetsbloets
Jean-Baptiste Joseph Goetsbloets (Antwerpen, 4 juni 1793 - Wiekevorst, 12 november 1871) was een Zuid-Nederlands edelman.

## Geschiedenis en genealogie
De familie Goetsbloets behoorde sinds eeuwen tot de notabelen van Hasselt.
In 1744 verleende keizerin Maria Theresia retroactief erfelijke adel aan de in 1736 overleden Antwerpse muntmeester Pierre Goetsbloets. Deze verheffing kwam ten goede aan zijn weduwe Jeanne van den Bossche en aan de kinderen Marie-Thérèse, Barbe-Pétronille en Pierre-Arnold.
- Arnold Goetsbloets x Anne van Zenghelbeeck
  - Gilles Goetsbloets x Anne Cornélie van Hilst
    - Jean Goetsbloets (1642-1702) x Anne Marie de Licht († 1716)
      - Pierre Goetsbloets (1691-1736) x Jeanne Barbe Dominique van den Bossche (1705-1761)
        - Marie-Thérèse Goetsbloets
        - Barbe-Petronille Goetsbloets
        - Pierre Arnold Joseph Goetsbloets (1733-1775) x Jeanne Françoise Josèphe Wellens (1732-1808)
          - Pierre Antoine Joseph Goetsbloets, x Henriette-Jeanne de Wael
          - Thérèse Marie Jeanne Josèphe Goetsbloets (1766-1831) x Jean Baptiste Alexandre Joseph Lunden (1760-1822)

## Levensloop
Jean-Baptiste Goetsbloets was een zoon van Pierre-Antoine Goetsbloets (zie hierboven), erfachtig muntmeester van Antwerpen, en van Henriette de Wael.
In 1822 werd hij erkend in de erfelijke adel onder het Verenigd Koninkrijk der Nederlanden. Hij bleef vrijgezel en met zijn dood doofde deze familietak Goetsbloets uit.
Er bleven niet-adellijke Goetsbloets over, voornamelijk in Hasselt, waar verschillende onder hen notaris en stadsbestuurder waren. Omdat de naam in de twintigste eeuw dreigde uit te sterven, verkreeg notaris Baudouin Hage, zoon van de laatste Goetsbloets, haar naam bij zijn familienaam te mogen voegen.